# Nantucket Inlet
Nantucket Inlet – zatoka pomiędzy Smith Peninsula a Bowman Peninsula na wschodnim wybrzeżu Ziemi Palmera w południowej części Półwyspu Antarktycznego.
Zatoka znajduje się na Wybrzeżu Lassitera, ma ok. 10 km szerokości i jest wypełniona lodem. Została odkryta 30 grudnia 1940 roku podczas lotu zwiadowczego United States Antarctic Service z East Base na Stonington Island.
Początkowo nazwana została Fran Inlet, przy czym Fran było prawdopodobnie błędnym zapisem nazwy norweskiego statku Fram, który wsławił się wyprawami do Arktyki i Antarktyki. 
Obecna nazwa upamiętnia wyspę Nantucket u wybrzeża stanu Massachusetts, USA – głównego ośrodka wielorybniczego Nowej Anglii w pierwszej połowie XIX w.